# Église du Santissimo Crocifisso ad Antesaecula
L'église du Santissimo Crocifisso ad Antesaecula est une église désaffectée du centre historique de Naples située via Santa Maria Antesaecula.

## Histoire
L'église est construite avec son couvent en 1764 selon la volonté du Père Vincenzo Portanova qui ouvre un hospice géré par les franciscaines de l'église. Elles sont officiellement autorisées à accueillir des orphelines et des repenties à partir du 19 août 1775. Le roi Ferdinand II permet que l'église soit refaite en 1849 et confie le projet à l'architecte Guglielmo Turi, spécialiste de l'architecture néo-classique.
Le 11 juillet 1875, une disposition royale délimite les fonctions uniquement éducatives de l'institution des franciscaines.
Par une loi du 2 août 1897, l'institution est regroupée au sein des Collèges réunis des filles du peuple, loi appliquée par le décret royal du 8 juin 1898. L'institution est partiellement endommagée par les bombardements américains de 1943. Après restauration, elle demeure en fonction jusqu'à la fin des années 1970. L'édifice est fermé et laissé à l'abandon. L'endroit devient une cache d'armes et de stupéfiants de la criminalité organisée napolitaine. Le 22 novembre 2000, la police y fait une descente et l'endroit est muré. L'église est également murée.
L'intérieur de l'église totalement dépouillé de son mobilier et de ses œuvres d'art comprend trois nefs partagées par des colonnes ioniques et une abside au plafond à caissons. L'église est pleine de déchets, des restes de décoration murale de stucs s'écroulent en morceaux et des fissures sont constatées dans la voûte. C'est aujourd'hui un espace à l'abandon sans plus aucune décoration.

## Source de la traduction
- (it) Cet article est partiellement ou en totalité issu de l’article de Wikipédia en italien intitulé « Chiesa del Santissimo Crocifisso ad Antesaecula » (voir la liste des auteurs).